# Herrarnas barr i gymnastik vid olympiska sommarspelen 1984

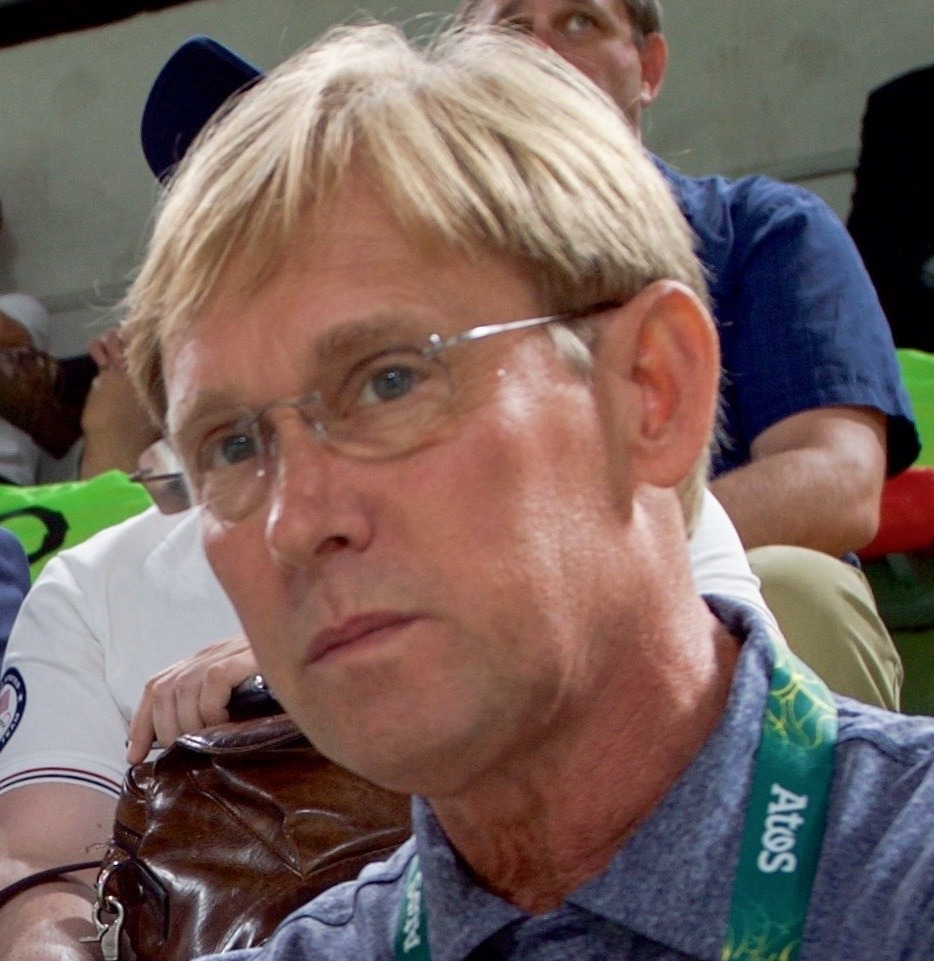
Olympiska gymnasten Bart Conner 2016

Herrarnas barr i gymnastik vid olympiska sommarspelen 1984 avgjordes den 29 juli till 4 augusti i Los Angeles.

## Medaljörer
| Gren           | Guld            | Silver                  | Brons                |
| Herrarnas barr | Bart Conner USA | Nobuyuki Kajitani Japan | Mitchell Gaylord USA |

## Resultat
| Placering | Gymnast                 | C      | O      | Kval  | Final  | Totalt |
| --------- | ----------------------- | ------ | ------ | ----- | ------ | ------ |
|           | Bart Conner (USA)       | 9,900  | 10,000 | 9,950 | 10,000 | 19,950 |
|           | Nobuyuki Kajitani (JPN) | 9,950  | 9,900  | 9,925 | 10,000 | 19,925 |
|           | Mitchell Gaylord (USA)  | 10,000 | 9,900  | 9,950 | 9,900  | 19,850 |
| 4         | Tong Fei (CHN)          | 9,850  | 9,900  | 9,875 | 9,950  | 19,825 |
| 5         | Koji Gushiken (JPN)     | 9,900  | 9,900  | 9,900 | 9,900  | 19,800 |
| 6         | Li Ning (CHN)           | 9,850  | 9,900  | 9,875 | 9,900  | 19,775 |
| 7         | Daniel Winkler (FRG)    | 9,750  | 9,850  | 9,800 | 9,800  | 19,600 |
| 7         | Jurgen Geiger (FRG)     | 9,800  | 9,800  | 9,800 | 9,800  | 19,600 |